# Because Music
Pour les articles homonymes, voir Because (homonymie).
Because Music est l'un des principaux labels indépendants de musique en France.

## Histoire
Because est créé en 2005 par Emmanuel de Buretel (ancien président de Virgin Records France et EMI Europe continentale) . Basé à Paris avec également des bureaux à Londres et Los Angeles. Because Music a la licence de tous les artistes de Ed Banger Records et du label Deewee. Elle représente entre autres : Parcels, Manu Chao, Justice, Myd, Amadou et Mariam, Charlotte Gainsbourg, Christine And The Queens, Shygirl et Prince.
Depuis 2009, Because Music est par ailleurs copropriétaire du catalogue de Claude François.

## Récompenses
Because Music remporte en 2016 le titre de Label Indépendant de l'année au Music Business Worldwide A&R Awards, titre qu'il remporte également en 2017 au AIM Independent Music Awards. 
Les artistes représentés par Because Music ont également remporté de nombreux awards, dont le grammy award de meilleur album électronique de l'année 2019 pour l'album Woman Worldwide de Justice, ainsi que de nombreuses victoires de la musique (Christine And The Queens, Charlotte Gainsbourg, Shay, Amadou & Mariam...). 

## TikTok
En 2024, Emmanuel de Buretel, président de Because Music, signe une tribune dans Le Monde reprise par de nombreux médias étrangers, invitant la plateforme TikTok à penser un modèle de rémunération plus juste pour les auteurs des morceaux exploités sur le réseau social. 

## Violences sexistes
À la suite des accusations de viols et agressions sexuelles, en 2020, à l'encontre du rappeur Retro X, des salariés publient une lettre pour « mettre fin à l'omertà ». Une enquête interne est alors engagée par Emmanuel de Buretel. Après la remise du rapport de cette enquête, les salariés estiment qu'il « confirme une ambiance sexualisée dans les sociétés Because Music et Because Editions, marquée par des paroles inacceptables et relevant de l'humiliation et du sexisme jusqu'au racisme et à l'homophobie ». Des sanctions sont prises à l'encontre de deux personnes et les contrats avec les artistes prévoient dorénavant des clauses contre les violences sexistes et sexuelles ,.